# John Ridley
John Ridley (Milwaukee, 1º ottobre 1965) è uno scrittore, attore, sceneggiatore e regista statunitense. 
Nel 2014 ha vinto il premio Oscar alla migliore sceneggiatura non originale.

## Opere letterarie

### Romanzi
- Come cani randagi (Stray Dogs) (1997)[2]
- Cose che capitano solo a Los Angeles (Love is a Racket) (1998)[2]
- All'inferno fumano tutti (Everybody Smokes in Hell) (1999)[2]
- A Conversation with the Mann (2002)
- Inferno solo andata (The Drift) (2002)[2]
- Those Who Walk in Darkness (2003)
- What Fire Cannot Burn (2006)

### Fumetti
- The Authority: Human on the Inside (2004)
- The American Way (2006)

### Commedie
- Ten Thousand Years (prima mondiale nel 2005)

## Filmografia

### Sceneggiatore

#### Cinema
- U Turn - Inversione di marcia (1997)
- Cold Around the Heart (1997) (anche regia)
- Three Kings (1999)
- Undercover Brother (2003)
- Positively Fifth Street (2007) (anche regia)
- Let Me Take You Down (2007) (anche regia)
- Red Tails, regia di Anthony Hemingway (2012)
- 12 anni schiavo, regia di Steve McQueen (2013)
- Jimi: All Is by My Side, regia di John Ridley (2014)
- Ben-Hur, regia di Timur Bekmambetov (2016)
- Shirley (2024)

#### Televisione
- Willy, il principe di Bel-Air (The Fresh Prince of Bel-Air)
- Martin
- The John Larroquette Show
- Team Knight Rider
- Static Shock (2000)
- Squadra emergenza (serie televisiva 1999) (Third Watch), sei episodi (1999-2001)
- Platinum (2003) (anche regia)
- Justice League (2004)
- Barbershop: The Series (2005) (anche regia)

### Regista
- Jimi: All Is by My Side (2014)
- Shirley, regia di John Ridley (2024)

### Produttore
- Jimi: All Is by My Side, regia di John Ridley (2014)
- Ben-Hur, regia di Timur Bekmambetov (2016)